# Шерман (округ, Техас)
Округ Шерман (англ. Sherman County) расположен в США, штате Техас, в приграничной зоне Техасского выступа. Официально образован в 1876 году и назван в честь Сидни Шермана — военачальника времён Техасской революции. По состоянию на 2000 год численность населения составляла 3186 человек. Окружным центром является город Стратфорд.
Округ Шерман входит в число 46 округов Техаса с действующим сухим законом или ограничениями на продажу спиртных напитков.

## География
По данным Бюро переписи США, общая площадь округа составляет 2391 км², и практически вся эта территория представляет собой сушу.

### Соседние округа
- Даллам (запад)
- Мур (юг)
- Симаррон, Оклахома (северо-запад)
- Техас, Оклахома (север)
- Хансфорд (восток)

## Демография
По данным переписи населения 2000 года в округе проживало 3186 жителей, в составе 1124 хозяйств и 865 семей. Плотность населения была 1 человек на 1 квадратный километр. Насчитывалось 1275 жилых домов, при плотности покрытия 1 постройка на 1 квадратный километр. По расовому составу население состояло из 82,49% белых, 0,53% чёрных или афроамериканцев, 0,66% коренных американцев, 0,03% азиатов, 14,63% прочих рас, и 1,66% представители двух или более рас. 27,43% населения являлись испаноязычными или латиноамериканцами.
Из 1124 хозяйств 40,7% воспитывали детей возрастом до 18 лет, 68% супружеских пар живших вместе, в 6% семей женщины проживали без мужей, 23% не имели семей. На момент переписи 21,5% от общего количества жили самостоятельно, 10% лица старше 65 лет, жившие в одиночку. В среднем на каждое хозяйство приходилось 2,76 человека, среднестатистический размер семьи составлял 3,24 человека.
Показатели по возрастным категориям в округе были следующие: 31,4% жители до 18 лет, 7% от 18 до 24 лет, 26,5% от 25 до 44 лет, 21,5% от 45 до 64 лет, и 13,6% старше 65 лет. Средний возраст составлял 34 года. На каждых 100 женщин приходилось 102,5 мужчин. На каждых 100 женщин в возрасте 18 лет и старше приходилось 95,7 мужчины.
Средний доход на хозяйство в округе составлял 33 179 $, на семью — 38 821 $. Среднестатистический заработок мужчины был 27 481 $ против 21 036 $ для женщины. Доход на душу населения был 17 210 $. Около 11,9% семей и 16,1% общего населения находились ниже черты бедности. Среди них было 21,9% тех кому ещё не исполнилось 18 лет, и 12% тех кому было уже больше 65 лет.

## Населённые пункты
- Стратфорд
- Тексхома

## Политическая ориентация
На президентских выборах 2008 года Джон Маккейн получил 86,67% голосов избирателей против 12,45% у демократа Барака Обамы.
В Техасской палате представителей округ Шерман числится в составе 87-го района. С 1990 года интересы округа представляет республиканец Дэвид Свинфорд из Думаса.